# Ahn Young-hak
Ahn Young-hak (en coreano: 안영학; Kurashiki, Japón; 25 de octubre de 1978) es un exfutbolista norcoreano nacido en Japón que jugaba de mediocampista y su último club fue el Yokohama FC de la J2 League de Japón. Actualmente es el entrenador de la Selección de fútbol de Coreanos en Japón.

## Selección nacional
Ha jugado de manera internacional con la Selección de fútbol de Corea del Norte. Ahn ha jugado 37 partidos internacionales y ha anotado 3 goles, jugando de titular en los tres partidos de su selección en Copa Mundial de Fútbol de 2010, y también, formando parte de la escuadra que participó en la Copa Asiática 2011.

### Participaciones en Copas del Mundo
| Mundial                        | Sede      | Resultado    |
| ------------------------------ | --------- | ------------ |
| Copa Mundial de Fútbol de 2010 | Sudáfrica | Primera fase |

## Clubes
| Club                    | País          | Año       |
| ----------------------- | ------------- | --------- |
| Albirex Niigata         | Japón         | 2002-2004 |
| Nagoya Grampus 8        | Japón         | 2005      |
| Busan I'Park            | Corea del Sur | 2006-2007 |
| Suwon Samsung Bluewings | Corea del Sur | 2008-2009 |
| Omiya Ardija            | Japón         | 2010      |
| Kashiwa Reysol          | Japón         | 2011-2012 |
| Yokohama FC             | Japón         | 2014-2017 |